# Saison 3 de Sleepy Hollow
Chronologie
Saison 2 Saison 4
Cet article présente les dix-huit épisodes de la troisième saison de la série télévisée américaine Sleepy Hollow.

## Généralités
- Aux États-Unis, cette troisième saison a été diffusée du 1er octobre 2015 au 8 avril 2016 sur le réseau FOX[1].
- Au Canada, la saison a été diffusée en simultanée sur CTV Two.
- En France, la saison a été diffusée sur 6ter du 4 septembre 2016 au 10 octobre 2016.

## Synopsis
Neuf mois après avoir stoppé l’apocalypse, Abbie a intégré la Police fédérale et travaille avec un nouveau partenaire, lorsqu’elle reçoit un appel. Ichabod est apparemment en prison pour avoir tenté de faire entrer illégalement un artéfact.
Cela fait neuf mois qu’ils ne se sont pas vus, après la mort de Katrina, Ichabod a décidé de prendre le large. Les deux témoins se retrouvent.
Mais un événement surnaturel se produit, le mal est de retour à Sleepy Hollow.

## Distribution

### Acteurs principaux
- Tom Mison (VF : Rémi Bichet) : Ichabod Crane
- Nicole Beharie (VF : Élisabeth Ventura) : agent Grace Abigail « Abbie » Mills
- Lyndie Greenwood (VF : Géraldine Asselin) : Jenny Mills
- Nikki Reed : Betsy Ross[2]
- Shannyn Sossamon : Pandora[3]
- Lance Gross : Agent du FBI Daniel Reynolds[4]
- Zach Appelman : Joe Corbin[4]
- Jessica Camacho : Sophie Foster[5]

### Acteurs récurrents et invités
- C. Thomas Howell (VF : Olivier Chauvel) : Agent Granger (épisode 1)
- Maya Kazan (VF : Maïa Liaudois) : Zoe Corinth (épisodes 2, 3, 5, 6 et 11)
- Emily Deschanel (VF : Louise Lemoine Torrès) : Dr Temperance « Bones » Brennan / Joy Kennan (épisode 5)
- David Boreanaz (VF : Patrick Borg) : Agent spécial Seeley Joseph Booth (épisode 5)
- Peter Mensah : L'homme caché[6] (épisodes 7 à 18)
- James McDaniel (VF : Richard Leroussel) : Ezra Mills, père d'Abbie et Jenny[7] (épisodes 10, 12, 16 à 18)
- Charles Aitken : Dr Japeth Leeds[8]

## Épisodes

### Épisode 1:Les Témoins
- États-Unis /  Canada : 1er octobre 2015 sur FOX[1] / CTV Two[9]
- Suisse : 26 août 2016 sur RTS Deux[10]
- France : 4 septembre 2016 sur 6ter
- Québec : 20 février 2017 sur Ztélé[11]

- États-Unis : 3,46 millions de téléspectateurs[12] (première diffusion)

- C. Thomas Howell (Agent spécial Mick Granger)
- James Chen (Lorenzo Chang)
- Zero Kazama (Johnny Ong)
- Benjamin Keepers (Brent)
- Rob Lawhon (Todd)
- John Paul Marston (Colonel Prescott)
- Marti Martulis (Yao-Quai)
- Timothy Perez (Jesus)
- Alex Sgambati (Dani)

Après la mort de Katrina sa femme Ichabod s'est peu à peu retiré mais il a conservé le collier que le cavalier de la mort , Abraham, avait donné à sa femme, ce qui le relie un peu à elle.
Au début de l'épisode Abbie, qui travaille désormais au FBI est appelée à rendre visite à Ichabod Crane dans une prison ou ils s'expliquent enfin sur les 9 mois passés sans contact.

### Épisode 2:Le Poids du secret
- États-Unis /  Canada : 8 octobre 2015 sur FOX / CTV Two
- Suisse : 26 août 2016 sur RTS Deux
- France : 4 septembre 2016 sur 6ter
- Québec : 27 février 2017 sur Ztélé

- États-Unis : 3,27 millions de téléspectateurs[13] (première diffusion)

- Lance Gross (Daniel Reynolds)
- Alexander Ward (Marcus Collins)
- Charlene Amoia (Susan James)
- Viviana Chavez (Kit Nicora)
- Nicholas Guest (en) (Général Howe)
- Ethan Henry (Paul Everett)
- Anthony K. Hyatt (Randall Martin)
- Juan Pablo Veiza (Richard Williams)

Un homme est retrouvé mort alors qu’il était en train de contacter le FBI. Abbie et Ichabod sont envoyés sur place.
Abbie découvre que son nouveau supérieur est un ancien camarade de Quantico.

### Épisode 3:Le Retour de l'éventreur
- États-Unis /  Canada : 15 octobre 2015 sur FOX / CTV Two
- Suisse : 2 septembre 2016 sur RTS Deux
- France : 4 septembre 2016 sur 6ter
- Québec : 6 mars 2017 sur Ztélé

- États-Unis : 2,97 millions de téléspectateurs[14] (première diffusion)

- Chris Bert (Nelson Meyers)
- Lance Gross (Daniel Reynolds)
- Andy Pessoa (Ichabod jeune)
- Lindsay Ayliffe (Stephens)
- Ryan Brink (Bertie)
- Autumn Dial (Emily Kates)
- Paul B. Johnson (détective Rudi Chandler)
- John Kohler (Sammy)

Pandore fait sortir une nouvelle arme de sa boite et se sert d’une très vieille peur d’Ichabod pour sa nouvelle mission. La boite lui offre un poignard qu'elle va offrir a un jeune homme invisible qui apprécie énormément une de ses collègues, mais qui ne s’en rend pas compte.

### Épisode 4:Cauchemar d'enfant
- États-Unis /  Canada : 22 octobre 2015 sur FOX / CTV Two
- Suisse : 2 septembre 2016 sur RTS Deux
- France : 11 septembre 2016 sur 6ter
- Québec : 13 mars 2017 sur Ztélé

- États-Unis : 2,89 millions de téléspectateurs[15] (première diffusion)

- Alana Cavanaugh (Saffron Paynter)
- Julia Armitage (Alice)
- Lawton Denis (Gregory Gonda)
- Brooklyn Garmon (Tessa Paynter)
- Joe Hardy Jr (Max Paynter)
- Samantha Ann (Abyzou)
- Dustin Lewis (Paul Revere)
- Marco Schittone (David)
- Elyse Dufour (Lisa)

Des enfants sont attaqués en pleine nuit par une créature invoquée par Pandore. La grande sœur de la première victime affirme qu’elle a vu le monstre, contrairement aux Adultes. 

### Épisode 5:Les Fantômes d'Halloween
- États-Unis /  Canada : 29 octobre 2015 sur FOX / CTV Two
- France : 
  - 15 avril 2016 sur M6[16]
  - 12 septembre 2016 sur 6ter
- Suisse : 8 septembre 2016 sur RTS Deux
- Québec : 20 mars 2017 sur Ztélé

- États-Unis : 4,57 millions de téléspectateurs[17] (première diffusion)

- Emily Deschanel (Dr Temperance Brennan)
- David Boreanaz (Seeley Booth, agent spécial du FBI)
- Nicholas Guest (en) (Général Howe)
- Elyn Jaime (April)

### Épisode 6:La Dame des Caraïbes
- États-Unis /  Canada : 5 novembre 2015 sur FOX / CTV Two
- Suisse : 8 septembre 2016 sur RTS Deux
- France : 12 septembre 2016 sur 6ter
- Québec : 27 mars 2017 sur Ztélé

- États-Unis : 3,04 millions de téléspectateurs[18] (première diffusion)

- Bill Irwin (Atticus Nevins)
- Mark Campbell (George Washington)
- Michael Pemberton (Juge Chrysdale)
- Onira Tares (Grace Dixon)
- Lynne Ashe (Brenda)
- Rotimi Paul (Azzaca)

### Épisode 7:L'Art de la Guerre
- États-Unis /  Canada : 12 novembre 2015 sur FOX / CTV Two
- Suisse : 15 septembre 2016 sur RTS Deux
- France : 18 septembre 2016 sur 6ter*
- Québec : 3 avril 2017 sur Ztélé

- États-Unis : 3,02 millions de téléspectateurs[19] (première diffusion)

- Peter Mensah (L'homme caché)
- Bill Irwin (Atticus Nevins)
- Jessica Camacho (Sophie Foster)
- Jose Vasquez (Agent Ramirez)

Atticus Nevins, serviteur de Pandore, invoque grâce à sa boite 3 créatures nommées l’enragée Nordique , une créature capable de traquer sa proie sans s’arrêter. Elle commence sa traque une fois qu'elle a humé l’odeur de la proie. 
Abbie, Ichabod et Joe vont découvrir leur point faible et les anéantir. 

### Épisode 8:Novus Ordo Seclorum
- États-Unis /  Canada : 19 novembre 2015 sur FOX / CTV Two
- Suisse : 15 septembre 2016 sur RTS Deux
- France : 18 septembre 2016 sur 6ter
- Québec : 10 avril 2017 sur Ztélé

- États-Unis : 2,80 millions de téléspectateurs[20] (première diffusion)

- Peter Mensah (L'homme caché)
- Bill Irwin (Atticus Nevins)
- Jessica Camacho (Sophie Foster)

### Épisode 9:De l'autre côté du miroir
- États-Unis /  Canada : 5 février 2016 sur FOX[21] / CTV Two
- France : 19 septembre 2016 sur 6ter
- Suisse : 23 septembre 2016 sur RTS Deux
- Québec : 17 avril 2017 sur Ztélé

- États-Unis : 3,13 millions de téléspectateurs[22] (première diffusion)

- Peter Mensah (L'homme caché)
- Katie Malia (Onryo)
- Anthony K. Hyatt (Randall Martin)

Les mois ont passé, Ichabod et Jenny Mills tentent toujours de cherchent une solution pour retrouver Abbie, il a dérobé un vase mystérieux pour y parvenir.
De leur côté l'homme caché et Pandora doivent pour l'instant se contenter de patienter pour pouvoir enfin régner sur ce monde qui a tant changé et l'homme caché reproche cet échec à Pandora.
Toutefois Pandora  a réussi à sauvegarder un morceau de la boîte et invoque de nouveaux alliés pendant que Ichabod tente en vain ce qu'il peut, ce dernier à désormais le FBI sur le dos via la collègue d'Abbie Sophie Foster....

### Épisode 10:La Gargouille de Stone Manor
- États-Unis /  Canada : 12 février 2016 sur FOX / CTV Two
- Suisse : 23 septembre 2016 sur RTS Deux
- France : 26 septembre 2016 sur 6ter
- Québec : 24 avril 2017 sur Ztélé

- États-Unis : 3,16 millions de téléspectateurs[23] (première diffusion)

- Alexander Ward (Marcus Collins / Le Spectre murmurant)
- James McDaniel (Ezra Mills)
- Peter Mensah (L'homme caché)
- Matthew Luret (Marquis De LaFayette)

### Épisode 11:Les Âmes sœurs
- États-Unis /  Canada : 19 février 2016 sur FOX / CTV Two
- France : 26 septembre 2016 sur 6ter
- Suisse : 29 septembre 2016 sur RTS Deux
- Québec : 1er mai 2017 sur Ztélé

- États-Unis : 3,09 millions de téléspectateurs[24] (première diffusion)

- Derek Mears (L'esprit)
- Heighlen Boyd (Krissy Kowalick)
- Winkie Browning (La femme fortunée)
- Jimmy Ray Pickens (L'homme fortuné)
- Vincent Foster (Agent du FBI)
- Zechariah Pierce (Doug Franks)

### Épisode 12:Le Scarabée doré
- États-Unis /  Canada : 26 février 2016 sur FOX / CTV Two
- France : 27 septembre 2016 sur 6ter
- Suisse : 30 septembre 2016 sur RTS Deux
- Québec : 8 mai 2017 sur Ztélé

- États-Unis : 2,964 millions de téléspectateurs[25] (première diffusion)

- Bill Irwin (Atticus Nevins)
- Michael O'Keefe (Directeur du FBI)
- Anthony K. Hyatt (Randall Martin)
- Alexander Ward (Le Spectre murmurant)
- Morgan Ayres (Corbin jeune)
- Nelson Bonilla (Vincent Rota)
- Miles Brew (Chalsen)
- Drew Matthews (Nevins jeune)

### Épisode 13:Les Sables de la vie
- États-Unis /  Canada : 4 mars 2016 sur FOX / CTV Two
- France : 2 octobre 2016 sur 6ter
- Suisse : 6 octobre 2016 sur RTS Deux
- Québec : 15 mai 2017 sur Ztélé

- États-Unis : 2,96 millions de téléspectateurs[26] (première diffusion)

- Charles Aitken (Dr Leeds / Le Diable du New Jersey)
- Peter Mensah (L'homme caché)

### Épisode 14:Promenons-nous dans les bois
- États-Unis /  Canada : 11 mars 2016 sur FOX / CTV Two
- France : 3 octobre 2016 sur 6ter
- Suisse : 13 octobre 2016 sur RTS Deux
- Québec : 22 mai 2017 sur Ztélé

- États-Unis : 2,91 millions de téléspectateurs[27] (première diffusion)

- Peter Mensah (L'homme caché)
- Jason Looney (Robbie Malone)
- Roy McCrerey (Hans Christensen)
- Victor Turner (Blake)
- Stephen Martin (Dr Hammond)

### Épisode 15:L'Emblème de Thura
- États-Unis /  Canada : 18 mars 2016 sur FOX / CTV Two
- France : 3 octobre 2016 sur 6ter
- Suisse : 13 octobre 2016 sur RTS Deux
- Québec : 29 mai 2017 sur Ztélé

- États-Unis : 2,83 millions de téléspectateurs[28] (première diffusion)

- Peter Mensah (L'homme caché)
- Mark Ashworth (Connor Dunne)
- Matt Lewis (Le batteur)
- Christian Walker (Le bassiste)
- Gary Jenkins (Le guitariste)

### Épisode 16:À la lueur de l'aube
- États-Unis /  Canada : 25 mars 2016 sur FOX / CTV Two
- France : 9 octobre 2016 sur 6ter
- Suisse : 14 octobre 2016 sur RTS Deux
- Québec : 5 juin 2017 sur Ztélé

- États-Unis : 2,52 millions de téléspectateurs[29] (première diffusion)

- Peter Mensah (L'homme caché)
- James McDaniel (Ezra Mills)
- Michael O'Keefe (Jack Walters)
- Geoffrey Wilson (Le professeur)
- Dan Norris (Le soldat éternel)

### Épisode 17:Le Delaware
- États-Unis /  Canada : 1er avril 2016 sur FOX / CTV Two
- France : 9 octobre 2016 sur 6ter
- Suisse : 20 octobre 2016 sur RTS Deux
- Québec : 12 juin 2017 sur Ztélé

- États-Unis : 2,62 millions de téléspectateurs[30] (première diffusion)

- James McDaniel (Ezra Mills)
- Peter Mensah (L'homme caché)
- Alexander Ward (Marcus Collins / Le Spectre murmurant)
- Jessica Camacho (Sophie Foster)
- Mark Campbell (George Washington)

### Épisode 18:Une âme éternelle
- États-Unis /  Canada : 8 avril 2016 sur FOX / CTV Two
- France : 10 octobre 2016 sur 6ter
- Suisse : 20 octobre 2016 sur RTS Deux
- Québec : 19 juin 2017 sur Ztélé

- États-Unis : 2,96 millions de téléspectateurs[31] (première diffusion)

- Mark Campbell (George Washington)
- Peter Mensah (L'homme caché)
- James McDaniel (Ezra Mills)
- Michael O'Keefe (Jack Walters)
- Sir Brodie (Prêtre)